# 1862年のスポーツ
- 年度別スポーツ記事一覧

## 競馬

### イギリス
クラシック
- 2000ギニー - ザマーキス
- 1000ギニー - ハリケーン
- エプソムダービー - キャラクタクス
- エプソムオークス - フードジョワ
- セントレジャーステークス - ザマークィス

その他主要レース
- アスコットゴールドカップ - アステロイド
- グランドナショナル - ハンツマン

### フランス
- ジョッケクルブ賞 - スーヴェニール

### オーストラリア
- メルボルンカップ - アーチャー

### 日本
- 文久2年10月 - 在留外人、横浜・横浜新田競馬場で最初の洋式競馬挙行

## ゴルフ

### 世界4大大会（男子）
- 全英オープン優勝者：トム・モリス・シニア（イギリス）

## 体操
- 6月 - プラハで第1回ソコール大会開催

## ボート
- オックスフォード・ケンブリッジ大学対抗レガッタ優勝：オックスフォード大学

## 野球
- 5月15日 - アメリカ・ブルックリンに最初の野球専用グラウンド、ユニオン・グラウンド建設

## 誕生
- 12月22日 - コニー・マック（アメリカ、野球、+1956年）

## 死去
- 4月3日 - ジェイムズ・クラーク・ロス（イギリス、探検家、*1800年）
- 6月16日（文久2年5月19日） - 秀ノ山雷五郎（宮城県、相撲、*1808年）